# Colonia di artisti di Dachau
La colonia di artisti di Dachau (in tedesco Künstlerkolonie Dachau) è stata la più importante colonia di artisti della Germania meridionale attiva a partire dalla seconda metà del XIX secolo.

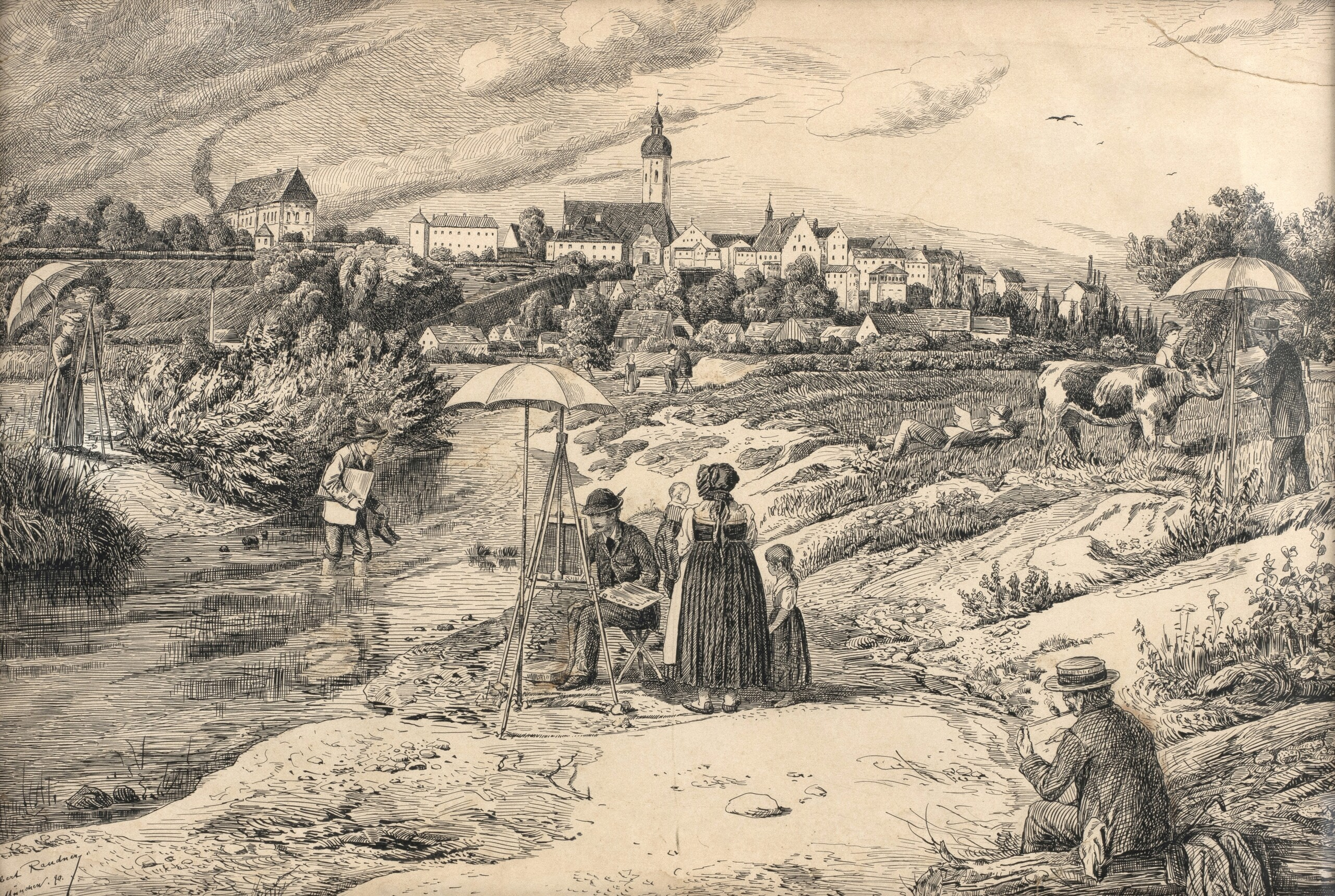
Robert Hermann Raudner, Pittori presso Dachau, 1890

## Storia
Johann Georg von Dillis, direttore della galleria e professore di pittura paesaggistica all'Accademia di Monaco, fu un precursore e uno dei primi artisti a scoprire il paesaggio tra Amper e Würm, a nord di Monaco. La di poco successiva colonia di artisti di Dachau fu espressione di una nuova prospettiva sulla pittura che, a partire dalla scuola di Barbizon, piccola località vicino a Parigi, influenzò il mondo artistico europeo nella seconda metà del XIX secolo. Il nuovo modo di intendere la pittura all'aperto portò numerosi artisti e studenti d'arte a frequentare i dintorni delle grandi città alla ricerca di motivi scenografici. Così, come in altre situazioni, pure il particolare paesaggio solitario del Dachauer Moos ispirò gli artisti e insieme a Willingshausen e Worpswede, verso la fine del XIX secolo, la colonia di artisti di Dachau divenne una delle più importanti della Germania. Le iniziative culturali non si limitarono alle belle arti ma coinvolsero anche la letteratura e la musica. Nacquero case e studi di artisti e artigiani, commercianti e proprietari di case si adattarono alle esigenze dei nuovi arrivati e si formarono nuove associazioni musicali e culturali. Con i pittori vennero attori, scrittori e giornalisti, e vennero fondate nuove case editrici. Cittadini e artisti come Hermann Stockmann, August Pfaltz e Hans von Hayek hanno avviarono iniziative per la conservazione della natura e la preservazione della cultura popolare e dei monumenti, fondando la pinacoteca e il museo regionale di Dachau. Il periodo di massimo splendore venne raggiunto dalla colonia tra il 1880 e il 1905. Lo scoppio della prima guerra mondiale nel 1914, quando molti artisti dovettero prestare servizio militare, indebolì notevolmente la colonia ma anche nel XXI secolo la città di Dachau mantiene un legame speciale con l'arte e ospita ancora numerosi pittori, grafici e scultori.

## Esponenti di spicco della colonia
La grande attrazione che Dachau offriva ai pittori era il bellissimo paesaggio rurale nei dintorni, il Dachauer Moos dove si andava, a volte anche solo per un giorno, a dipingere.
I principali esponenti di questa colonia di pittori furono Adolf Hölzl, Adolf Lier, Arthur Langhammer, Bernhard Buttersack, Carl Spitzweg, Christian Morgenstern, Dietrich Langko, Eugen Kirchner, Fritz von Uhde, Heinrich von Zügel, Ignatius Taschner, Leopold von Kalckreuth, Lovis Corinth, Ludwig von Herterich, Max Liebermann, Max Slevogt, Otto Strützel, Robert von Haug e diversi altri. Molti artisti si stabilirono nelle città circostanti come Etzenhausen o Haimhausen. Tra gli scrittori vi furono Ludwig Thoma, Heimito von Doderer, Theodor Heuss e altri.